# Магнус Данський
Ма́гнус (лат. Magnus; 14 серпня 1540 — 18 (28) березня 1583) — данський принц. Титулярний герцог Шлезвіґський і Гольштейнський. Єпископ Езель-Вікський (1560—1572), Курляндський (1560—1583) і Ревельський (1560—1583). Перший і останній король промосковського Лівонського королівства (1570—1577), створеного московським царем Іваном Грозним у ході Лівонської війни. Представник німецького Ольденбурзького дому. Син данського короля Кристіана III і Доротеї Лауенбурзької. Рідний брат данського короля Фредеріка II.

## Біографія

### Молоді роки
Магнус народився 26 серпня 1540 року в родині данського короля Крістіана III.
У 19-літньом віці Магнус вступив до Лівонського ордену.
1559 року, коли Фрідріх II став новим королем Данії, Магнус відмовився на користь старшого брата від своїх прав на герцогства Шлезвігу і Гольштейну. В обмін на це Фрідріх II обіцяв йому підтримку у здобутті єпископського престолу в Езелі, в Лівонії.
Данська партія була віддавна сильною у Лівонії. Ще за життя Крістіана III йшли переговори по передання одного з лівонських єпископств данському принцу. Магнуса запрошували до Езельського єпископства, заохочуючи його можливістю поширити свою владу на цілу Естляндію, північну частину Лівонії. На початку Лівонської війни, що спалахнула 1558 року, данці утримували в регіоні острів Езель, а шведи — Ревель.

### Езельський єпископ
У квітні 1560 року Магнус прибув до Езеля у супроводі 300 озброєних кнехтів. Він дарував місцевому лицарству широкі права і привілеї.
Сусіди Магнуса — Польща, Швеція і Московія — вороже поставилися до новоприбулого езельського єпископа. Боротьба з численними ворогами була йому не під силу, тому на початку 1561 року він повернувся до Данії. Проте незабаром Магнус повернувся до Езеля і керував островом під керівництвом королівського намісника (штатгальтера).
Під час 7-річної дансько-шведської війни 1563—1570 років Магнус втратив більшу частину свого єпископства на користь шведів. 1569 року, за рік до закінчення цієї війни, він спробував зблизитися із московським царем Іваном IV Грозним. Зближення підтримав данський король Фредерік II, брат Магнуса, який сподівався зберегти вплив Данії в регіоні. Зі свого боку, Магнус приховував у своїх листах справжні мотиви зближення із московитами.

### Король Лівонії
1570 року Магнус прибув до Москви, де його урочисто прийняв цар Іван IV Грозний. Принц одружвився із царською небогою Марією і уклав із Московією військово-політичний союз, скерований проти Речі Посполитої і Швеції. Магнуса проголосили королем Лівонського королівства, яке визнало сюзеренітет Москви.
Однією з головних справ Магнуса як лівонського короля і московського союзника стала облога Ревеля, який утримували шведи. У березні 1571 року він не зміг здобути міста й відступив до Оберпалена. 1575 року Магнус вдруге спробував захопити Ревель, але зазнав поразки. 1577 року він втретє намагався взяти місто спільно з москвинськими військами, проте знову безуспішно.
Через постійні поразки і ненадійність московського війська Магнус змінив покровителя: на початку 1578 року він присягнув на вірність польському королю Стефану Баторію. Магнус зрікшися титулу короля Лівонії, залишившись єпископом Курляндським.
Останні роки свого життя Магнус втратив усі свої володіння і помер у бідності 18 (28) березня 1583 року в Пільтені.

### Монографії. Статті
- Busse. Herzog Magnus König von Livland. Leipzig, 1871.
- Schiemann, T. Characterköpfe und Sittenbilder aus der baltischen Geschichte des XVI Jahrh. Hamburg, 1885.
- Форстен, Г. В. Балтийский вопрос. 1893, Т. 1.

### Довідники
- Mollerup, W. Magnus, Konge af Lifland [Архівовано 28 листопада 2020 у Wayback Machine.] // Dansk biografisk leksikon. København, 1897, Bd. 11, S. 48—51.
- Hausmann, Richard. Magnus, Herzog von Holstein // Allgemeine Deutsche Biographie. Leipzig, 1884, Band 20, S. 66–68.
- Stasiewski, Bernhard . Magnus, Herzog von Schleswig-Holstein. // Neue Deutsche Biographie. Berlin, 1987, Band 15, S. 665 f. (Digitalisat).
- Форстен, Г. В. Магнус, датский принц [Архівовано 27 лютого 2021 у Wayback Machine.] // Энциклопедический словарь Брокгауза и Ефрона. Санкт-Петербург, 1896, Т. 18, С. 333—334.